# جورج فريدريك سيمز
جورج فريدريك سيمز (بالإنجليزية: George Frederick Sims)‏ (3 أغسطس 1923، هامرسميث في المملكة المتحدة - 4 نوفمبر 1999، ريدنغ في المملكة المتحدة)؛ بائع كتب وروائي بريطاني.